# Nový Čestín (zámek)
Zámek Mochtín je menší jednopatrový zámek s dvěma věžemi. Leží v obci Mochtín u silnice I/22 v okrese Klatovy. Je chráněn jako kulturní památka České republiky.

## Historie
Datum založení zámku není známo, poprvé se zmiňuje v roce 1655. Jeho současná podoba pochází z pseudogotické přestavby z let 1878–1891, kterou provedl Rudolf Jan Arnošt hrabě z Meraviglia-Crivelli (1834–1901). Vznikl tak trojkřídlý zámek se dvojicí třípodlažních věží. Jihozápadní věž je šestiboká, jihovýchodní hranolová. Obě věže jsou zakončeny nízkou stříškou.
Zámek je v soukromém vlastnictví a chátrá.

## Další fotografie

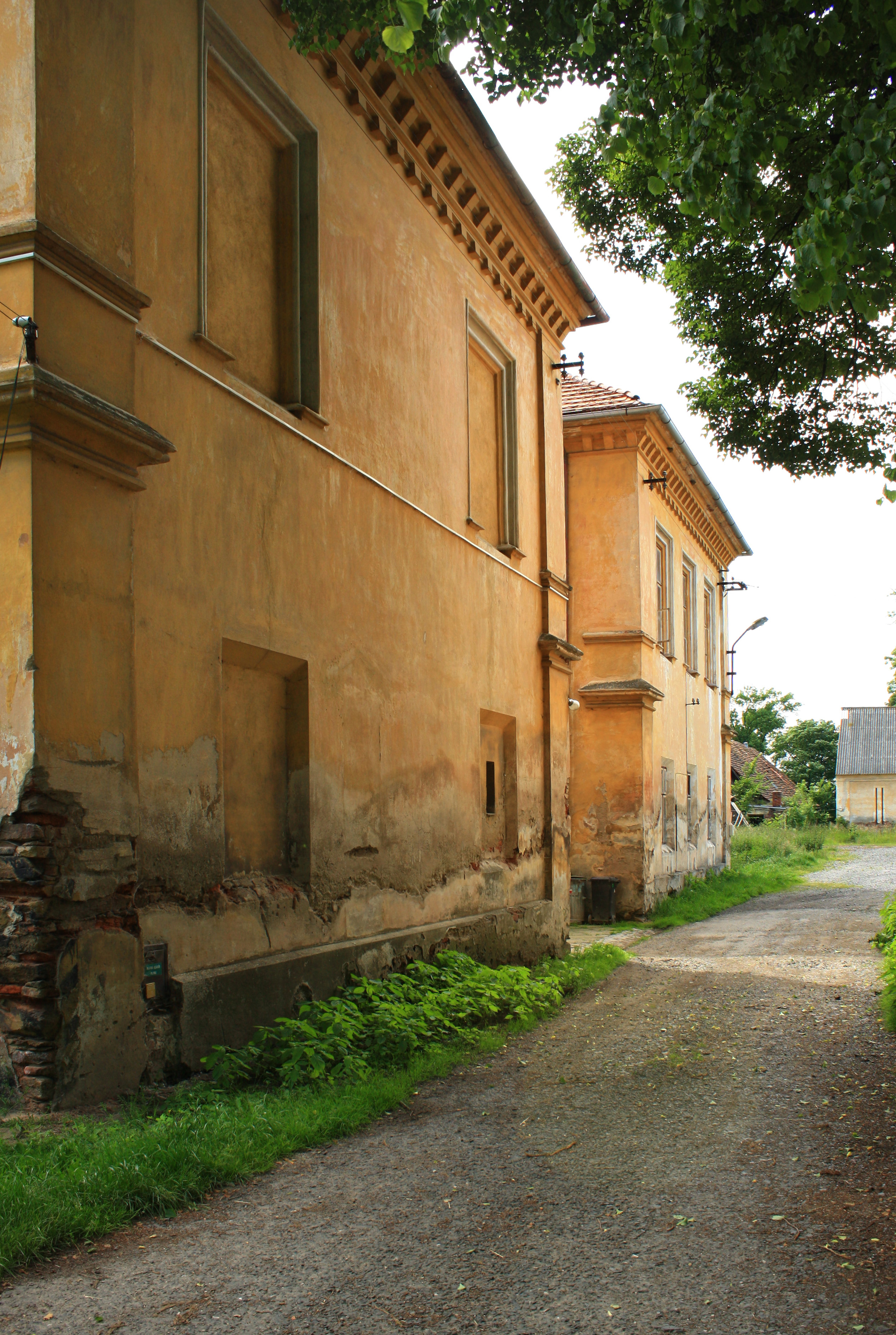
Zadní křídla zámku
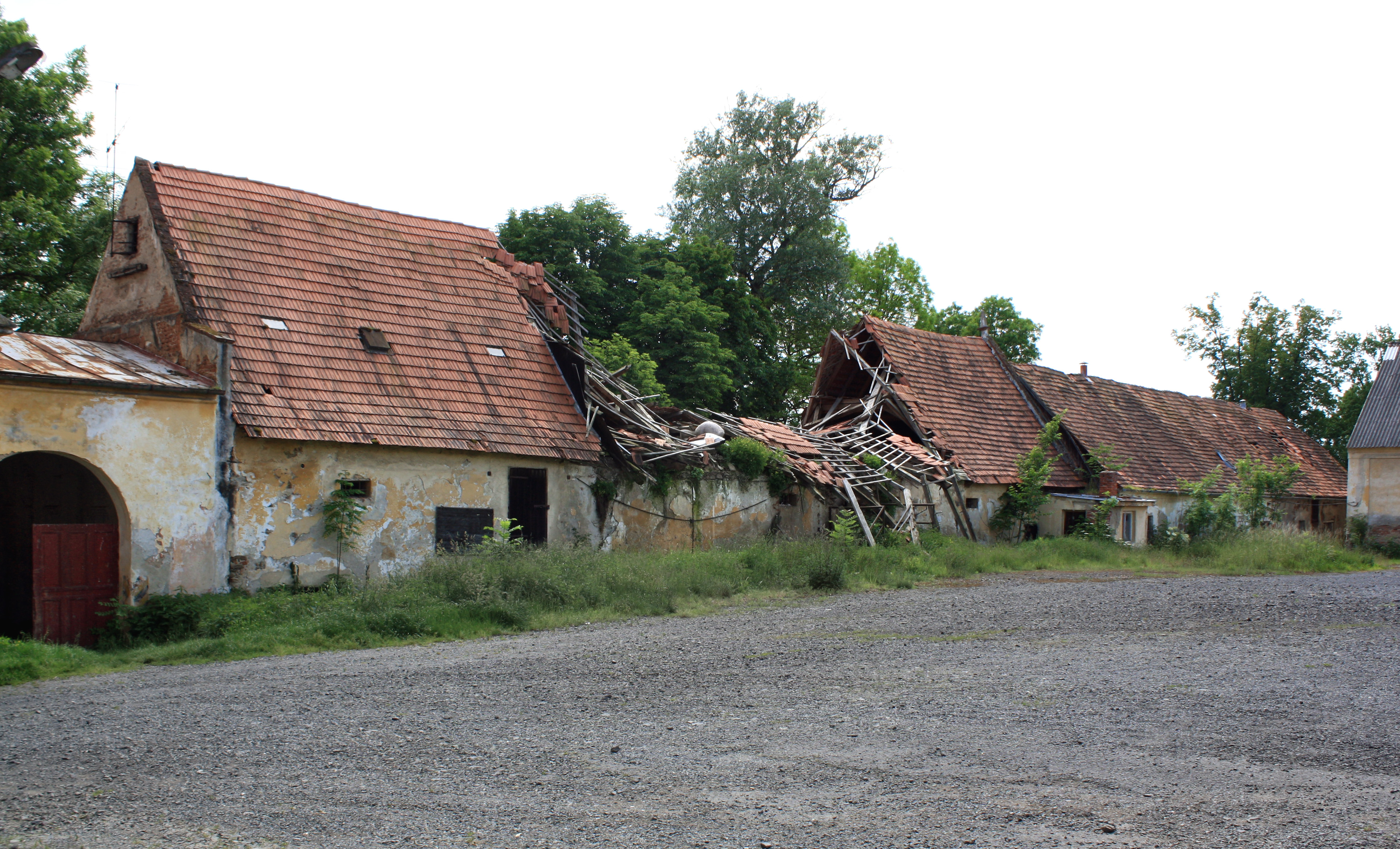
Rozpadající se hospodářské budovy
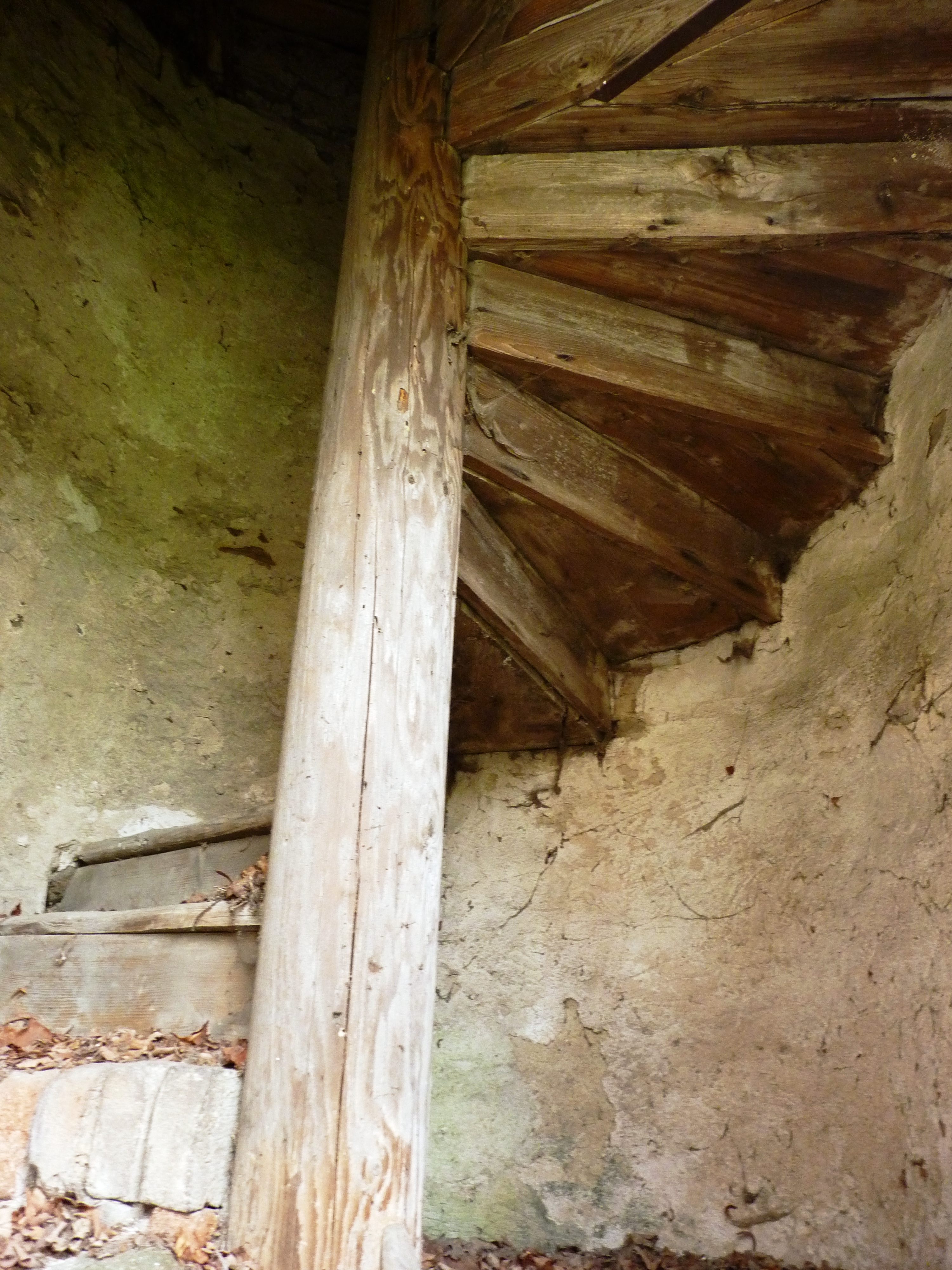
Schodiště v zámku Nový Čestín